# Ellis Park Stadium
Ellis Park Stadium (in afrikaans Ellispark-stadion), più familiarmente Ellis Park, è un impianto sportivo multifunzione sudafricano di Johannesburg.
Inaugurato nel 1928, è storicamente una delle case del rugby a 15 nel Paese, essendo da sempre il campo interno della storica formazione provinciale del Transvaal (oggi Golden Lions), benché ospiti regolarmente anche incontri di calcio del locale club Orlando Pirates.
Tra il 1979 e il 1981 andò incontro a una profonda ristrutturazione, essendo stato quasi del tutto demolito e ricostruito.
Parte di un complesso sportivo che fu di proprietà municipale fino al 2005 comprendente anche uno stadio per calcio e atletica e una piscina olimpica per gare internazionali, Ellis Park fu locato nel 1982 all'allora Transvaal Football Rugby Union per 99 anni, anche se difficoltà finanziarie della federazione provinciale portarono a cessioni e successive riacquisizioni del titolo di fruizione dell'impianto fino all'acquisto e alla comproprietà con i citati Orlando Pirates.
Ellis Park ha ospitato appuntamenti internazionali di altissimo rilievo: si tratta infatti dell'impianto in cui si tenne la finale della Coppa del Mondo di rugby 1995 e, quattordici anni più tardi, della Confederations Cup 2009 di calcio; nel 2010 fu sede di diverse partite del campionato mondiale di calcio, tra cui uno dei quarti di finale, la sua ultima partita ospitata in quel torneo.
Proprio in occasione di tale rassegna mondiale Ellis Park fu sottoposto a ristrutturazione, terminata per la citata Confederations Cup.
Lo stadio fu anche teatro del più grave incidente in Sudafrica legato allo sport: l'11 aprile 2001 quarantatré tifosi rimasero uccisi per schiacciamento in circostanze simili a quelle verificatesi nel 1989 in Inghilterra al tempo del disastro di Hillsborough durante il derby tra Orlando Pirates e Kaizer Chiefs; il fatto è passato alla storia come disastro dell'Ellis Park.
Per ragioni di sponsorizzazione con la compagnia aerea Emirates, dal 2014 Ellis Park ha assunto il nome commerciale di Emirates Airline Park.

## Storia
La TRFU, Transvaal Rugby Football Union (oggi nota come Golden Lions), nacque nel 1889; dopo circa un trentennio di nomadismo presso varie sedi sportive a Johannesburg decise di dotarsi di un impianto proprio e nel 1927 identificò un'idonea sistemazione a Doorfontein, quartiere cittadino che sorgeva nei pressi di una cava e una discarica.
Si trattava di «un fondo di 13 acri» (ovvero 53000 m²) concesso alla TRFU con un accordo siglato il 10 ottobre 1927 da J.D. Ellis, presidente del consiglio comunale di Johannesburg, da cui il nome successivo di Ellis Park.

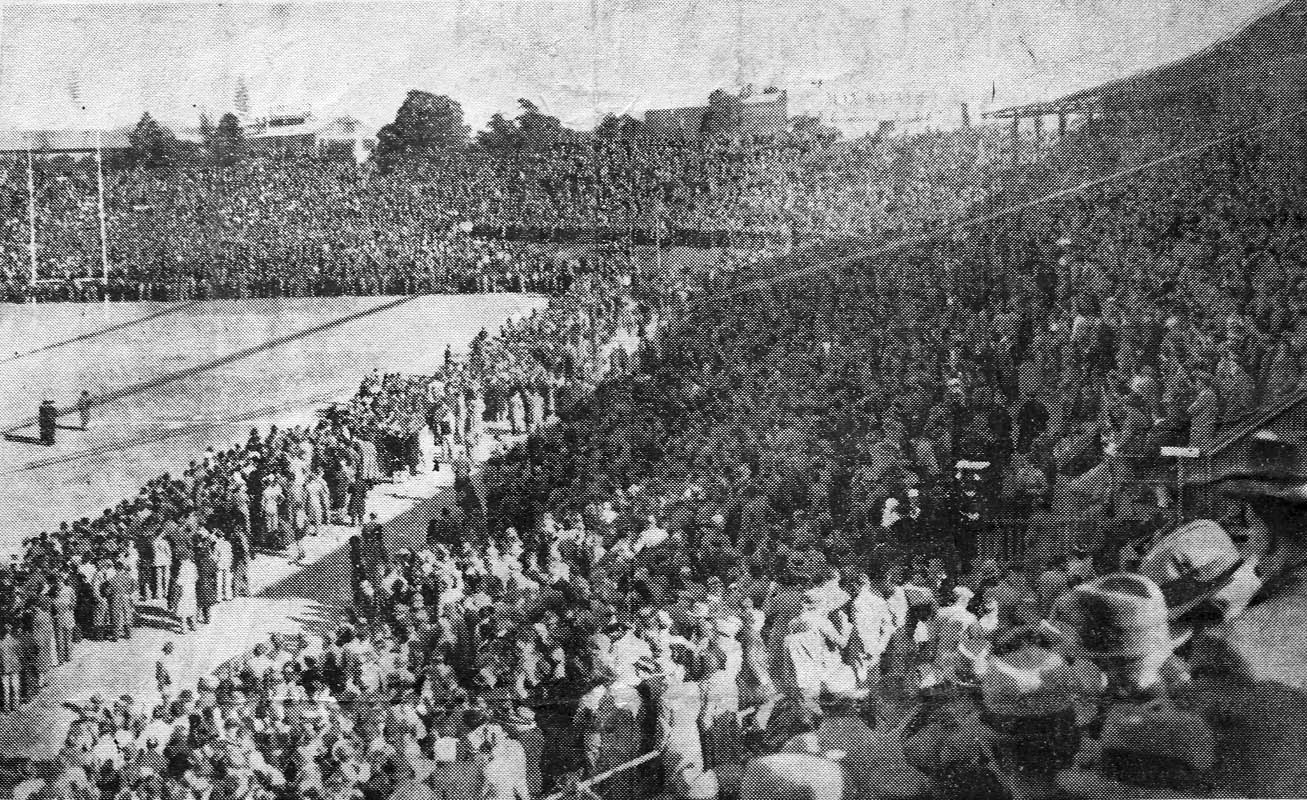
Ellis Park durante il tour 1938 dei British Lions in Sudafrica

Con 600 £ in cassa e un ulteriore prestito di 5000 £ i lavori iniziarono a fine anno e terminarono a giugno 1928 dopo 8 mesi di lavori, in tempo per inaugurare lo stadio con un test match contro la Nuova Zelanda.
Lo stadio aveva una capienza media intorno ai 35000 spettatori ma nel 1955, in occasione dell'arrivo dei British Lions, giunse a ospitarne più di 90000; tra il 1947 e il 1955 ospitò anche la squadra della federazione di cricket del Transvaal.
Già nel 1969 si pose il problema di rinnovare uno stadio ormai inadeguato ai nuovi bisogni del pubblico, ma solo nel 1979 si decise per una quasi totale ricostruzione che rese l'impianto inutilizzabile per due anni.
La gestione dell'impianto fu affidata a un trust, Ellis Park World of Sport, che nel 1987 concluse un accordo di naming e sponsorizzazione con la First National Bank of South Africa, la quale aveva coperto i costi di ricostruzione e aveva garantito un prestito di 26,2 milioni di rand per rilevare da un altro istituto l'accordo di comodato d'uso di 99 anni che aveva ceduto in cambio del finanziamento dei lavori di ricostruzione dello stadio; successive vicende poi portarono a liti giudiziarie la banca con la TFRU, nel frattempo rinominata in Golden Lions Rugby Union.
Ellis Park fu, tra gli stadi destinati a ospitare la Coppa del Mondo di rugby 1995 che segnò il ritorno del Sudafrica nel consesso mondiale dopo la fine dell'apartheid, quello scelto come sede della finale.
Il 24 giugno, nell'ultimo atto della competizione, furono di scena i padroni di casa degli Springbok e i neozelandesi All Blacks; la partita, di per sé tecnicamente tesa e risolta solo da tiri tra i pali e nessuna meta, fu vinta dalla squadra di casa con 15 punti marcati da Joël Stransky: a passare alla storia fu però la consegna della coppa William Webb Ellis al capitano sudafricano François Pienaar direttamente dalle mani dell'allora presidente del Paese, Nelson Mandela, uno dei momenti considerati più iconici di fine XX secolo e, più in generale, della storia recente, in quanto identificato come atto di riconciliazione tra la maggioranza nera del Paese e la minoranza bianca che aveva instaurato per più di 40 anni un regime segregazionista.
Successive iniziative intraprese dalla città di Johannesburg, alle prese con problemi di bilancio, portarono alla vendita di Ellis Park al trust posseduto dai Golden Lions; nel 2005 la governance dell'unione provinciale decise di allargare la proprietà del trust ad altri due soggetti, Interza Lesego (proprietario al 30%) e il club calcistico degli Orlando Pirates (proprietario al 21,5%) a formare Ellis Park World of Sport Management Company, della quale i Golden Lions si riservarono il 49%.
Johannesburg fu una delle città scelte come sedi del campionato mondiale di calcio 2010 e a Ellis Park furono affidati diversi incontri, benché non quello di finale, ospitata dal concittadino Soccer City Stadium nel sobborgo coloured di Soweto; tuttavia, in occasione della Confederations Cup 2009, che precedette di un anno il torneo mondiale e in cui ogni città partecipava con un solo stadio, fu Ellis Park la sede della finale della competizione che vide il Brasile battere 3-2 gli Stati Uniti.
Alla successiva rassegna mondiale, invece, nello stadio si tennero alcuni incontri della fase a gironi e il quarto di finale tra Paraguay e Spagna, vinto 1-0 da quest'ultima.
Nel 2008, e fino a tutto il 2012, lo stadio assunse il nome commerciale di Coca-Cola Park dopo accordo commerciale con la nota compagnia di Atlanta dietro corrispettivo complessivo di circa 45 milioni di rand (~ 3200000 €) impiegato per i lavori di adeguamento in vista del mondiale 2010.
Nel 2014 un nuovo contratto di naming fu siglato con la compagnia aerea Emirates a seguito del quale lo stadio assunse il nome di Emirates Airline Park; nel 2019 l'accordo fu rinnovato per un ulteriore quinquennio fino al 2024.
Nel 2009 Ellis Park fu anche uno dei set cinematografici del film di Clint Eastwood Invictus, che narra la storia della vittoria sudafricana alla citata Coppa del Mondo di rugby 1995 e dell'amicizia che nacque tra il presidente Mandela e il capitano degli Springbok Pienaar; in particolare, nello stadio fu rappresentata e filmata la partita di finale che diede la vittoria finale al Sudafrica.

### Il disastro dell'Ellis Park
L'11 aprile 2001 Ellis Park fu teatro del più pesante disastro sportivo del Sudafrica: 43 tifosi rimasero schiacciati dalla folla che tentava di entrare in uno stadio già pieno in occasione del derby cittadino tra gli Orlando Pirates e i Kaizer Chiefs.
Tra altre varie cause del disastro appurate dalla successiva indagine figurano il mancato rispetto delle norme minime di sicurezza imposte da FIFA e SAFA, e il tentativo da parte degli steward di disperdere la folla con gas lacrimogeno, che aumentò la confusione e il rischio di ulteriori incidenti.

## Incontri internazionali di rilievo

### Calcio
| Arbitro: | Martin Hansson |

|                         |           |                                 |
| Dempsey 10’ Donovan 27’ | Marcatori | 46’, 74’ Luís Fabiano 84’ Lúcio |

| Arbitro: | Carlos Batres |

|  |           |           |
|  | Marcatori | 83’ Villa |

### Rugby a 15
| Arbitro: | Ed Morrison |

|                        |      |                       |
| Stransky 11’, 21’, 90’ | c.p. | 5’, 13’, 82’ Mehrtens |
| Stransky 31’, 93’      | drop | 55’ Mehrtens          |